# Geysir

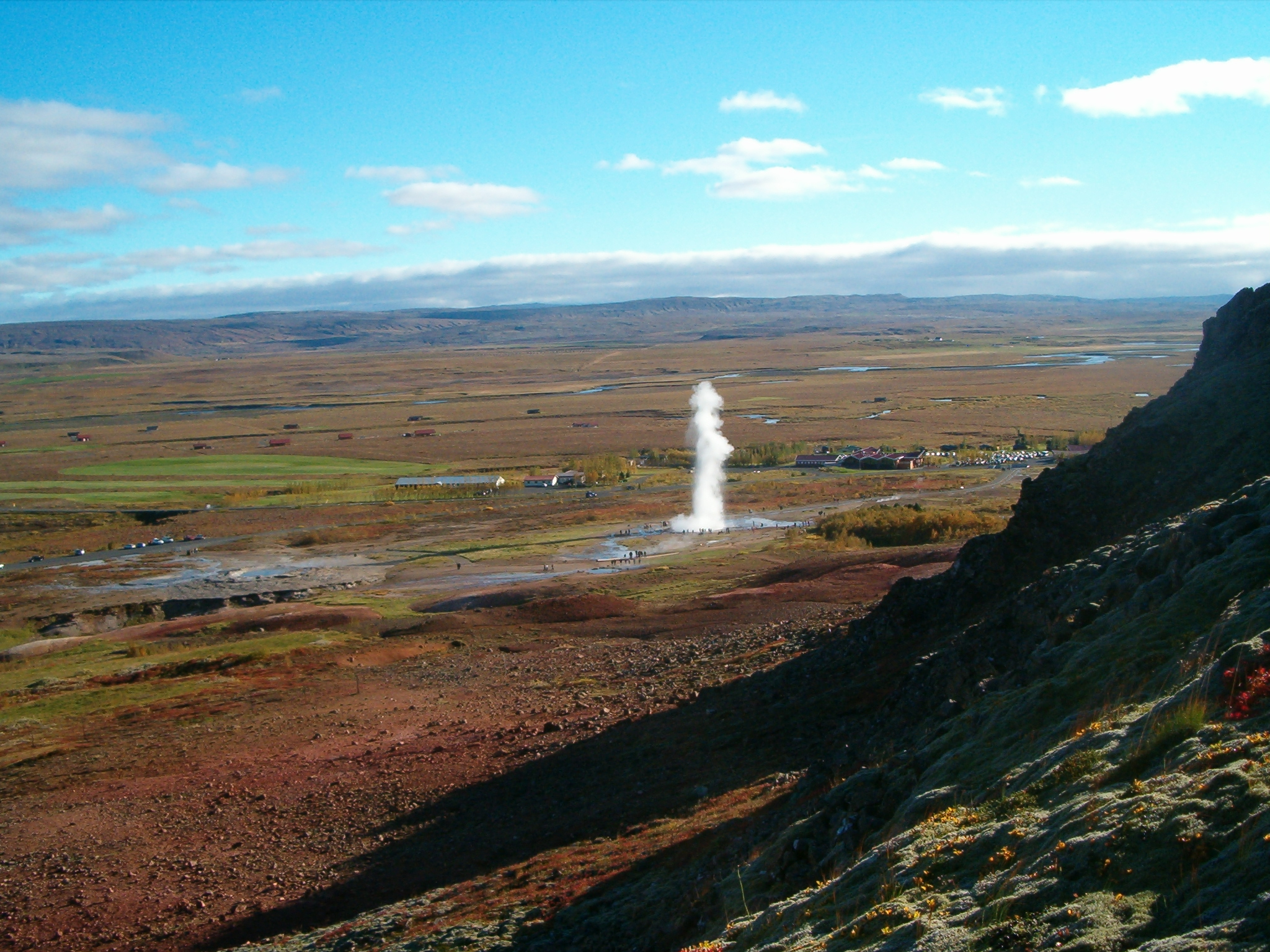
Overzicht van het gebied met een actieve Strokkur. Geysir ligt links.

De Geysir is een geiser op IJsland en van deze naam is het alombekende woord geiser afkomstig. Geysir is afgeleid van het IJslandse werkwoord að gjósa, dat zoiets als spuiten of (op)borrelen betekent. De Geysir is nu een wat bolvormige, uit geyseriet bestaande ronde plaat met een diameter van ongeveer 14 meter, met in het midden een met heet water gevuld gat van ongeveer 3 meter breed dat 23 meter diep is. Daarna maakt de tunnel in de diepte een bocht en is de verdere ondergrondse waterloop onbekend.
De Geysir ligt in een geothermisch zeer actief gebied in het Haukadalur, een dal in het zuidwesten van IJsland niet ver van de Gullfosswaterval. Een paar meter van de Geysir bevindt zich een andere geiser, de Strokkur ofwel karnton. In de onmiddellijke omgeving van deze beide geisers liggen meerdere heetwaterbronnen waarvan er een aantal door silicaten veroorzaakt blauw gekleurd water heeft. Een aantal van deze warmwaterbronnen had vroeger geiseractiviteit.

## Geschiedenis
Het eerste bericht over warme bronnen in het Haukadalur dateert uit 1294 toen in de Oddaverjaannáll, een historisch geschrift, gemeld werd dat daar na een serie aardbevingen nieuwe warmwaterbronnen ontstonden en anderen verdwenen waren. Er werd echter niets over bronnen met geiseractiviteit gemeld. De naam "Geysir" werd in 1597 voor het eerst gebruikt door de boer Björn Jónsson en later, in 1647, door bisschop Sveinsson van Skálholt. Daardoor kreeg de naam meer bekendheid. Hoe het komt dat de originele naam Geysir later in het Engels tot Geyser verbasterd raakte, is niet duidelijk. Bisschop Sveinsson was een van de eersten die het gedrag van Geysir gevolgd en (summier) beschreven heeft en anderen hebben dat na hem gedaan. Daarmee is het gedrag van deze geiser de best gedocumenteerd van alle geisers ter wereld. De activiteit van Geysir is voor zover bekend altijd wisselend geweest. Perioden van hoge activiteit werden afgewisseld met tijden dat de geiser vrijwel inactief was. In 1630 is beschreven dat de erupties met zoveel geweld gepaard gingen, dat de omgeving ervan schudde. In 1845 bereikte de waterkolom een hoogte van 170 meter en een paar jaar later nog slechts 50 meter. Na een periode van inactiviteit werd de geiser na een aardbeving in 1896 weer actief en spoot hij elk half uur minutenlang een waterkolom 60 tot 70 meter de lucht in. Na die tijd wisselde de activiteit en vanaf 1915 nam die zienderogen af, mede doordat de geologische (micro)omstandigheden veranderden en niet in de laatste plaats doordat vele toeschouwers stenen en andere rommel in de geiser gooiden om hem te activeren. Na een aardbeving in 2000 begon hij weer dagelijks onregelmatig te spuiten met echter veel minder kracht dan in vroegere tijden, aanvankelijk ongeveer achtmaal per dag. Tussen 17 en 20 juni 2000 bereikte Geysir een hoogte van 122 meter. In 2003 was de frequentie van de erupties weer afgenomen tot ongeveer driemaal per dag en nadien vertoont hij weer uiterst zelden activiteit. Vroeger waren er verspreid over IJsland meerdere geisers die Geysir heetten. Ter onderscheiding werd de echte Geysir toen Stóri Geysir (Grote Geysir) genoemd.
Tefrochronologisch en fysisch-chemisch onderzoek van het afzettingsgesteente heeft laten zien dat Geysir relatief jong is. Het hete bronnengebied van Haukadalur zelf is zo´n 10.000 jaar oud en de oorspronkelijke warmwaterbron van Geysir is waarschijnlijk ook enkele duizenden jaren oud. Waarschijnlijk heeft de bron pas ongeveer 800 tot 900 jaar geleden geiseractiviteit gekregen.
De nabij gelegen Strokkur is op dit ogenblik veel actiever dan de Geysir en spuit elke paar minuten tot een hoogte van circa 30 meter. Zijn activiteit is ook sterk afhankelijk van aardbevinkjes die zich nog steeds met enige regelmaat voordoen. Behalve de Litli Geysir (Kleine Geysir), een heetwaterbron die vroeger een geiser was maar waar nu alleen nog constant kokend water omhoog borrelt, komen er meerdere warmwaterbronnen voor, zoals de Konungshver (koningsbron), de blauw gekleurde Blesi en vlak daarnaast de Fata geiser die zeer zelden spuit en met erg heet water is gevuld. Op de helling van de aanpalende heuvel Laugarfell liggen drie grote stenen; de koningsstenen. Zij kregen hun naam doordat drie Deense koningen tijdens hun bezoek aan IJsland (Christiaan IX in 1874, Frederick VIII in 1907 en Christiaan X in 1922) op deze stenen plachten te zitten terwijl zij op een uitbarsting van de Grote Geysir zaten te wachten.

## Trivia
Het gebied bij Geysir en omgeving is voor het publiek vrij toegankelijk. Om in de onderhoudskosten te voorzien, wordt er op vrijwillige basis een kleine bijdrage gevraagd.

## Overige geisers
Hoewel IJsland mede bekend is om zijn geisers, is de Strokkur op dit moment de enige die aan de verwachtingen van een geiser voldoet. Twee andere, nog enigszins werkende geisers zijn:
Grýla bij Hveragerði, een klein plaatsje in Zuid-IJsland, en
Ystihver bij het geothermale veld Hveravellir in Reykjadalur, Noord-IJsland.
Vlak bij Reykholt (in het Borgarfjörðurdistrict) ligt Vellir, een voormalige geiser in een riviertje.
De andere geisers zijn ten behoeve van de warmwatervoorziening afgedopt, zoals de Reykholtshver bij Reykholt, Árnessýsla. Even ten zuiden van Húsavík zijn de restanten van een kleine geiser te zien, die vrijwel inactief is. Wel kan men daar het water in de uitstroompijp zachtjes horen klotsen.